# Jorane

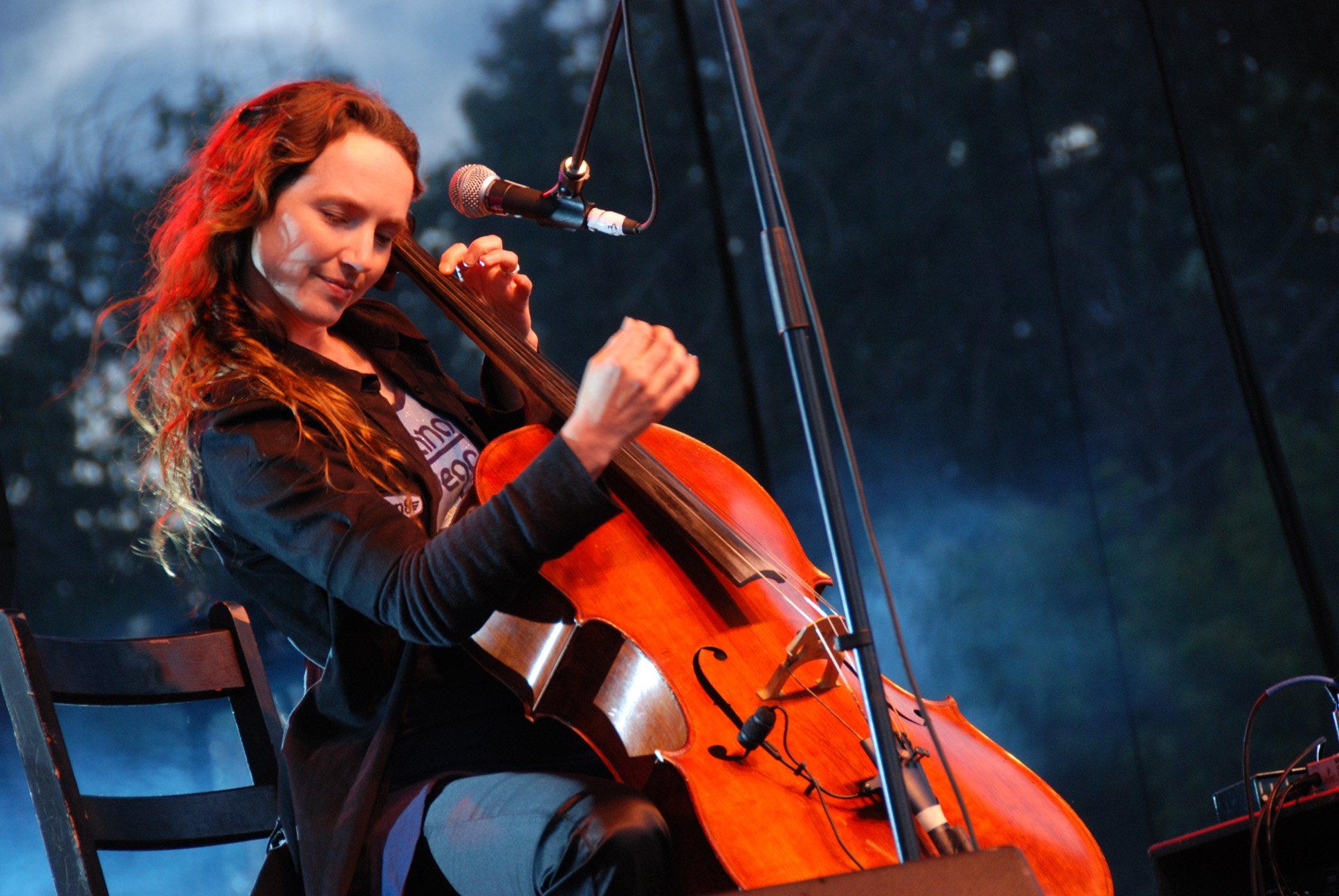
Jorane

Jorane (eigentlich: Johanne Pelletier, * 12. Oktober 1975 in Charlesbourg, Québec) ist eine französischsprachige Musikerin aus Kanada. Sie fand sehr früh Zugang zur Musik: Bereits mit fünf Jahren spielte sie Klavier. Das Cellospiel begann sie mit 19 Jahren.

## Leben
Während einer Reise nach Haiti wechselte sie ihren offiziellen Namen von „Joanne“ zu „Jorane“.
Seit 2006 hat sie einen Sohn.

## Werk
Merkmale für Joranes Musik sind experimenteller Gesang, individueller und versierter Umgang mit dem Cello sowie Synthesen unterschiedlicher Stilrichtungen – etwa Folk, Jazz, Rock oder Klassik. Ihre Texte sind teilweise französisch oder englisch, mitunter aber auch Lautfolgen, die der menschlichen Stimme den Stellenwert eines Musikinstrumentes zuweisen. Sie zeichnet sich durch die Fähigkeit aus, ihr Cellospiel mit eigenem Gesang zu begleiten.
2004 legte sie auf dem Album The You and The Now eine Cover-Version des Disco-Hits I Feel Love vor, der seinerzeit von Giorgio Moroder geschrieben und von Donna Summer gesungen wurde. Im selben Jahr präsentierte sie zu Halloween eine Hexen-Cello-Musik.
Jorane schrieb die Musik für den dramatischen Liebesfilm A Sunday in Kigali (Un dimanche à Kigali) (2006) und gewann damit den Prix Jutra in der Kategorie Beste Filmmusik. Sie arbeitete mit Cristobal Tapia de Veer zusammen.

## Diskografie
- Vent Fou (1999)
- 16mm (2001)
- Live (2002)
- Jorane (2003)
- Evapore (EP) (2004)
- The You and The Now (2004)
- Jorane Live (2005)
- Canvas or Canvass? (2007) (nur als Download)
- Vers à soi (2007)
- X/Dix (2008)
- Une sorcière comme les autres (2011)
- L’instant aimé (2012)
- Mélopée (2014)

### Filmmusik
- 2002: Dina – Meine Geschichte
- 2000: Children of My Heart
- 2006: A Sunday in Kigali
- 2013: Louis Cyr
- 2020: Target Number One